# Chor Chore
Chor Chore – wieś w Iranie, w ostanie Azerbejdżan Zachodni, w szahrestanie Mahabad. W 2006 roku liczyła 1270 mieszkańców.